# Domingo Soler
Domingo Díaz Pavia (Chilpancingo de los Bravo, 17 de abril de 1901-Acapulco de Juárez, 13 de junio de 1961), conocido como Domingo Soler, fue un actor mexicano. Domingo fue miembro de la llamada Dinastía Soler, familia compuesta por actores. Es recordado por interpretar a Pancho Villa en el filme clásico Vámonos con Pancho Villa (1936), de Fernando de Fuentes.

## Biografía y carrera
Domingo Soler nació en Chilpancingo, Guerrero, y a los pocos años de edad empezó su carrera de actor. Fue el cuarto hijo del matrimonio conformado por Domingo Díaz García e Irene Pavia Soler, actores españoles de teatro que llegaron, en 1895, a México para realizar presentaciones en varias ciudades del país.
Al estallar la Revolución la familia decidió trasladarse a los Ángeles, California, donde Domingo, en 1916, inició su carrera como actor en la compañía artística de su padre, el Cuarteto Infantil Soler, al lado de sus hermanos Fernando, Andrés e Irene.
En 1923 se incorporó a la Compañía teatral de su hermano Fernando, con la cual recorrió varias ciudades de México, España y Sudamérica.
En 1933 debutó como actor en la industria cinematográfica en la cinta La mujer del puerto del director Arcady Boytler y a lado de Andrea Palma. Un año después volvió a reunirse con la actriz en la cinta El primo Basilio (Dir. Carlos de Nájera), y en 1935 participó en Vámonos con Pancho Villa, en la cual interpretó a Doroteo Arango, bajo la dirección de Fernando de Fuentes.
En esta película, donde representó a este héroe revolucionario, “Domingo Soler tenía diálogos (...) que nos remiten inmediatamente al tiempo y lugar donde vivió el Centauro del Norte. Eran diálogos muy precisos, que Rafael F. Muñoz, el autor de la novela en la cual se basó la cinta, le ayudó a Domingo a trabajar antes de la filmación. El escritor había conocido al verdadero Villa durante los años de la lucha armada, y veía en el actor una capacidad insólita para recrearlo, para reinventarlo frente a las cámaras y darle al público la autenticidad del personaje, y del pasaje histórico que recreaba la cinta dirigida por Fernando de Fuentes.”
En 1944, Soler dio vida a otro memorable personaje del cine mexicano, Batiste Borrull, personaje de la cinta La barraca (Dir. Roberto Gavaldón), actuación por la que mereció, en 1946, el Premio Ariel como mejor actor.
También interpretó a José María Morelos y Pavón en El padre Morelos y El rayo del sur, ambas producciones de Miguel Contreras Torres.
Domingo Soler incursionó también en la industria como argumentista de los largometrajes Del rancho a la capital (Dir. Raúl de Anda, 1941) y La liga de las canciones (Dir. Chano Urueta, 1941).
Además participó en la fundación de la Asociación Nacional de Actores (ANDA, 1934), junto a sus hermanos Fernando, Andrés y Julián.
En la década de los cincuenta se le manifestó una afección cardiaca que lo obligó a disminuir su ritmo de trabajo. Por ello, decidió irse a radicar al puerto de Acapulco, junto a su esposa Margarita Cortés.
“Domingo Soler era uno de los actores indispensables en los repartos de películas mexicanas. (...) Porque por su tipo, por su personalidad, por su estilo de actuación, encajaba en (...) la mayoría de las historias de cine.
“(...) la versatilidad y experiencia de Domingo le permitió hacerse cargo de una gran variedad de papeles, a todos los que imprimió ese sello de calidad artística que lo caracterizó.” 
Contrajo matrimonio con la Actriz Margarita Cortés Tamariz el 27 de febrero en la Ciudad De México y tuvieron un hijo el 12 de junio de nombre Jesús Fernando Delfín Cortés.

## Fallecimiento
El 13 de junio de 1961 falleció en el Puerto de Acapulco a los 60 años por insuficiencia cardiaca y está enterrado en el Panteón Jardín en la Ciudad de México. Al momento de su muerte tenía varias películas filmadas aun por estrenar, la última de ellas siendo estrenada en 1963.

## Filmografía
Actuó en 152 películas en total y como guionista en 2 películas.

### Como actor
- Chucho el Roto (1934)
- Corazón bandolero (1934)
- La Mujer del puerto (1934)
- Oro y plata (1934)
- Tierra, amor y dolor (1935)
- El Primo Basilio (1935)
- Vámonos con Pancho Villa (1936)
- Bajo el cielo de México (1937)
- A lo macho (1938)
- Canción del alma (1938)
- Hombres de mar (1938)
- La Golondrina (1938)
- Mi candidato (1938)
- Por mis pistolas (1938)
- Refugiados en Madrid (1938)
- Con los Dorados de Villa (1939)
- Corazón de niño (1939)
- El Látigo (1939)
- El Señor alcalde (1939)
- La Reina del río (1939)
- Perfidia (1939)
- Una Luz en mi camino (1939)
- ¡Que viene mi marido! (1940)
- La Locura de Don Juan (1940)
- Los de abajo (1940)
- Los últimos días de Pompeyo (1940)
- Odio (1940)
- La Gallina clueca (1941)
- La Liga de las canciones (1941)
- Cuando viajan las estrellas (1942)
- Del rancho a la capital (1942)
- El barbero prodigioso (1942)
- El conde de Montecristo (1942)
- El Verdugo de Sevilla (1942)
- Historia de un gran amor (1942)
- La Virgen que forjó una patria (1942)
- Las Cinco noches de Adán (1942)
- Simón Bolívar (1942)
- El Padre Morelos (1943)
- El Rayo del sur (1943)
- Los Miserables (1943)
- Sota, caballo y rey (1944)
- El Intruso (1944)
- Imprudencia (1944)
- La Guerra de los pasteles (1944)
- Amor prohibido (1945)
- Corazones de México (1945)
- Escuadrón 201 (1945)
- La Barraca (1945)
- Una Canción en la noche (1945)
- El último amor de Goya (1946)
- Más allá del amor (1946)
- Ocho hombres y una mujer (1946)
- Rayando el sol (1946)
- Se acabaron las mujeres (1946)
- El Ladrón (1947)
- Mujer (1947)
- Voces de primavera (1947)
- Bajo el cielo de Sonora (1948)
- Dueña y señora (1948)
- El Cuarto mandamiento (1948)
- La Hermana impura (1948)
- Mi esposa busca novio (1948)
- Río Escondido (1948)
- Comisario en turno (1949)
- El Vengador (1949)
- En cada puerto un amor (1949)
- Eterna agonía (1949)
- La Panchita (1949)
- Opio (1949)
- Azahares para tu boda (1950)
- La Casa chica (1950)
- La fe en Dios (1950)
- La posesión (1950)
- Las dos huerfanitas (1950)
- Lluvia roja (1950)
- Matrimonio y mortaja (1950)
- Para que la cuna apriete (1950)
- Perdida (1950)
- Si me viera don Porfirio (1950)
- Una Mujer sin destino (1950)
- El Papelerito (1950)
- Fierecilla (1951)
- Flor de sangre (1951)
- Los apuros de mi ahijada (1951)
- Los hijos de la calle (1951)
- Los Pobres siempre van al cielo (1951)
- Nosotras las sirvientas (1951)
- Sensualidad (1951)
- Con todo el corazón (1952)
- Cuatro noches contigo (1952)
- El Fronterizo (1952)
- El rebozo de Soledad (1952)
- La alegre casada (1952)
- La mentira (1952)
- María del Mar (1952)
- Tío de mi vida (1952)
- Un príncipe de la iglesia (1952)
- Beatriz No te ofendas (1953)
- El Último Round (1953)
- ¡Lo que no se puede perdonar! (1953)
- Reportaje (1953)
- Sucedió en Acapulco (1953)
- Tu recuerdo y yo (1953)
- Caballero a la medida (1954)
- Con el diablo en el cuerpo (1954)
- El joven Juárez (1954)
- La ilusión viaja en tranvía (1954)
- La Sobrina del señor cura (1954)
- Las Tres Elenas (1954)
- Se solicitan modelos (1954)
- Tehuantepec (1954)
- Fuerza de los humildes (1955)
- La Vida no vale nada (1955)
- Necesito un marido (1955)
- Para siempre amor mío (1955)
- El Crucifijo de piedra (1956)
- El Hombre que quiso ser pobre (1956)
- Historia de un amor (1956)
- La Escondida (1956)
- Locura pasional (1956)
- No me platiques más (1956)
- Sublime melodía (1956)
- Tierra de hombres (1956)
- Aquí está Heraclio Bernal (1958)
- Cuando Mexico canta (1958)
- La Rebelión de la sierra (1958)
- Los Salvajes (1958)
- Desnúdate Lucrecia (1958)
- Flor de mayo (1959)
- La Fièvre monte à El Pao (1959)
- La Reina del cielo (1959)
- Melodías inolvidables (1959)
- Siete pecados (1959)
- Sube y baja (1959)
- Yo... el aventurero (1959)
- Mi madre es culpable (1960)
- Pancho Villa y la Valentina (1960)
- Su primer amor (1960)
- Azahares rojos (1961)
- El Hijo del charro negro (1961)
- El Padre Pistolas (1961)
- Juan sin miedo (1961)
- La Maldición de Nostradamus (1961)
- La Sangre de Nostradamus (1961)
- Los Laureles (1961)
- Pa' qué me sirve la vida (1961)
- Cazadores de cabezas (1962)
- Nostradamus y el Destructor de monstruos (1962)
- Nostradamus, el genio de las tinieblas (1962)
- Muerte en la feria (1962)
- Sol en llamas (1962)
- Secuestro en Acapulco (1963) (aparición final)

## Reconocimientos

### Premio Ariel
| Año  | Categoría                   | Película             | Resultado |
| ---- | --------------------------- | -------------------- | --------- |
| 1946 | Mejor Actuación Masculina   | La barraca           | Ganador   |
| 1953 | Mejor Coactuación Masculina | El rebozo de Soledad | Nominado  |